# Rada Miejska w Miastku
Rada Miejska w Miastku – rada miasta i gminy, organ stanowiący i kontrolny Gminy Miastko.

## Obrady
Rada obraduje w sali herbowej Urzędu Miejskiego przy ulicy Grunwaldzkiej 1 w Miastku.

## Składy rady wszystkich kadencji

### IX kadencja 2024 - 2029
- Przewodniczący: Tomasz Borowski
- Wiceprzewodnicząca: Mirosława Szopa

#### Skład według okręgów wyborczych (15 radnych)

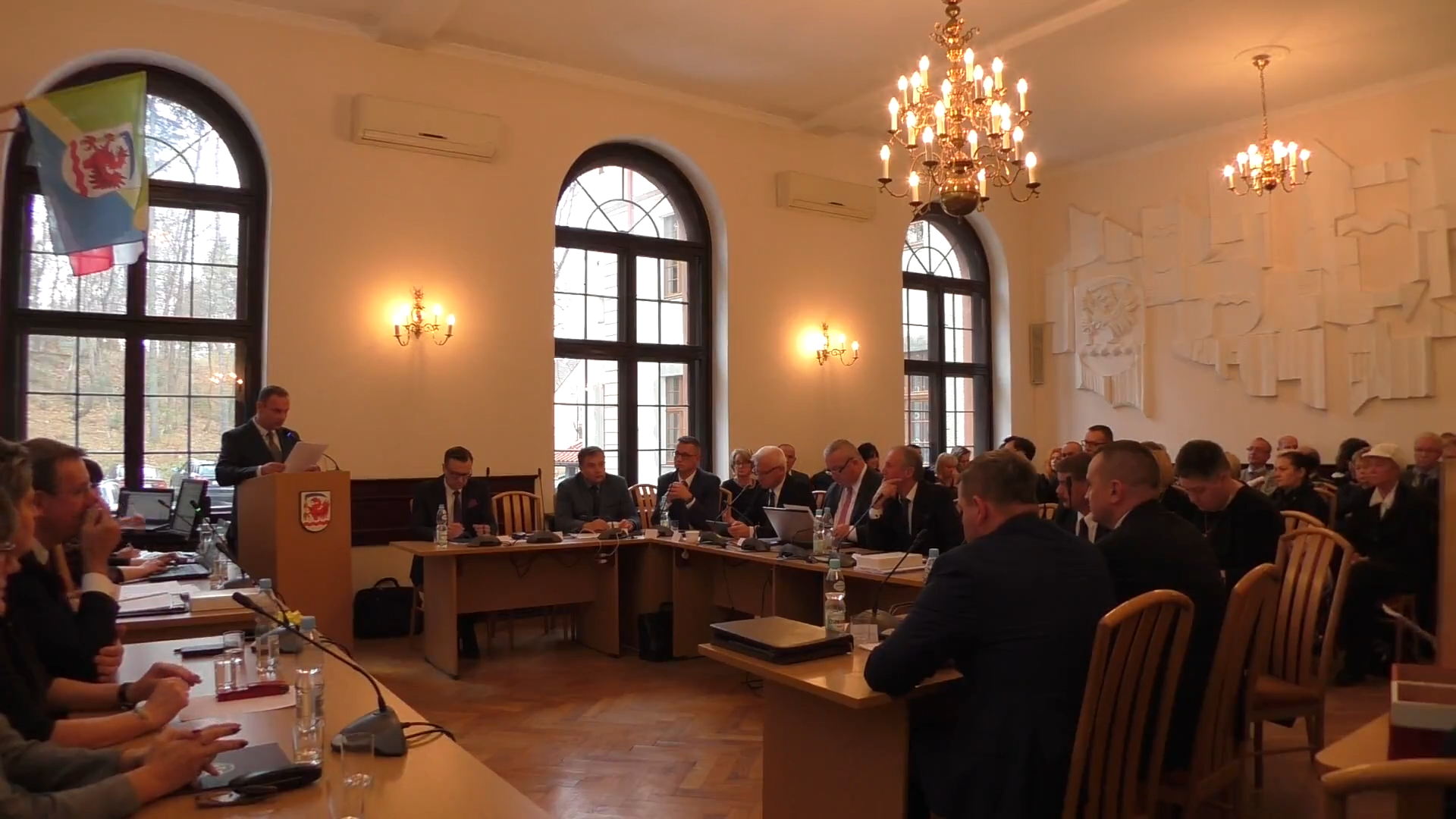
I Sesja Rady Miejskiej VIII kadencji - sala herbowa

#### Skład według okręgów wyborczych (15 radnych)[1]
- Okręg 1: Mirosława Szopa
- Okręg 2: Wojciech Kwaśniewski
- Okręg 3: Artur Brodziński
- Okręg 4: Dominik Radecki
- Okręg 5: Sławomir Hejza
- Okręg 6: Sławomir Czomko
- Okręg 7: Tomasz Borowski
- Okręg 8: Dariusz Zagaja
- Okręg 9: Adrian Kundro
- Okręg 10: Helena Binczyk
- Okręg 11: Mirosław Kwaśniewski
- Okręg 12: Szymon Należyty
- Okręg 13: Piotr Milda
- Okręg 14: Jan Basara
- Okręg 15: Mariusz Sokół

### VIII kadencja 2018 - 2024
- Przewodniczący: Tomasz Borowski
- Wiceprzewodniczący: Mieczysław Czarnecki

#### Skład według okręgów wyborczych (15 radnych)[2]
- Okręg 1: Mirosława Szopa
- Okręg 2: Marek Kwaśniewski
- Okręg 3: Witold Zajst (2018 - 2022), Bartosz Wiktorczyk (2022 - 2024)
- Okręg 4: Mieczysław Czarnecki
- Okręg 5: Sławomir Hejza
- Okręg 6: Marek Milewski
- Okręg 7: Tomasz Borowski
- Okręg 8: Dariusz Zabrocki
- Okręg 9: Tomasz Śmietana
- Okręg 10: Helena Binczyk
- Okręg 11: Mirosław Kwaśniewski
- Okręg 12: Szymon Należyty
- Okręg 13: Przemysław Sztobnicki
- Okręg 14: Jan Basara
- Okręg 15: Przemysław Pakuła

### VII kadencja 2014 - 2018
- Przewodniczący: Jan Basara
- Wiceprzewodniczący: Tomasz Śmietana

#### Skład według okręgów wyborczych (15 radnych)[3]
- Okręg 1: Marek Klepczarek
- Okręg 2: Danuta Karaśkiewicz
- Okręg 3: Witold Zajst
- Okręg 4: Mieczysław Czarnecki
- Okręg 5: Bogdan Stanisz
- Okręg 6: Radosław Wójtowicz
- Okręg 7: Tomasz Borowski
- Okręg 8: Jolanta Chmielewska
- Okręg 9: Tomasz Śmietana
- Okręg 10: Teresa Lipka
- Okręg 11: Marceli Grzywacz
- Okręg 12: Wiesław Broniszewski
- Okręg 13: Piotr Milda
- Okręg 14: Jan Basara
- Okręg 15: Czesław Żmidziński

### VI kadencja 2010 - 2014
- Przewodniczący: Tomasz Borowski
- Wiceprzewodniczący:

#### Skład według okręgów wyborczych (21 radnych)[4]
- Okręg 1: Ewa Szyca, Paweł Biernacki, Danuta Karaśkiewicz, Tomasz Borowski,

Maria Grobelna, Waldemar Żurawik, Józef Kobiec
- Okręg 2: Zygfryd Filipiak, Ryszard Mieczkowski, Bogdan Stanisz, Małgorzata Rola,

Jolanta Chmielewska, Jan Basara
- Okręg 3: Wiesław Kosno, Bogdan Witkowski, Zdzisław Bartczak, Piotr Milda,

Mirosław Kwaśniewski, Jerzy Muchowski, Piotr Binczyk, Teresa Lipka

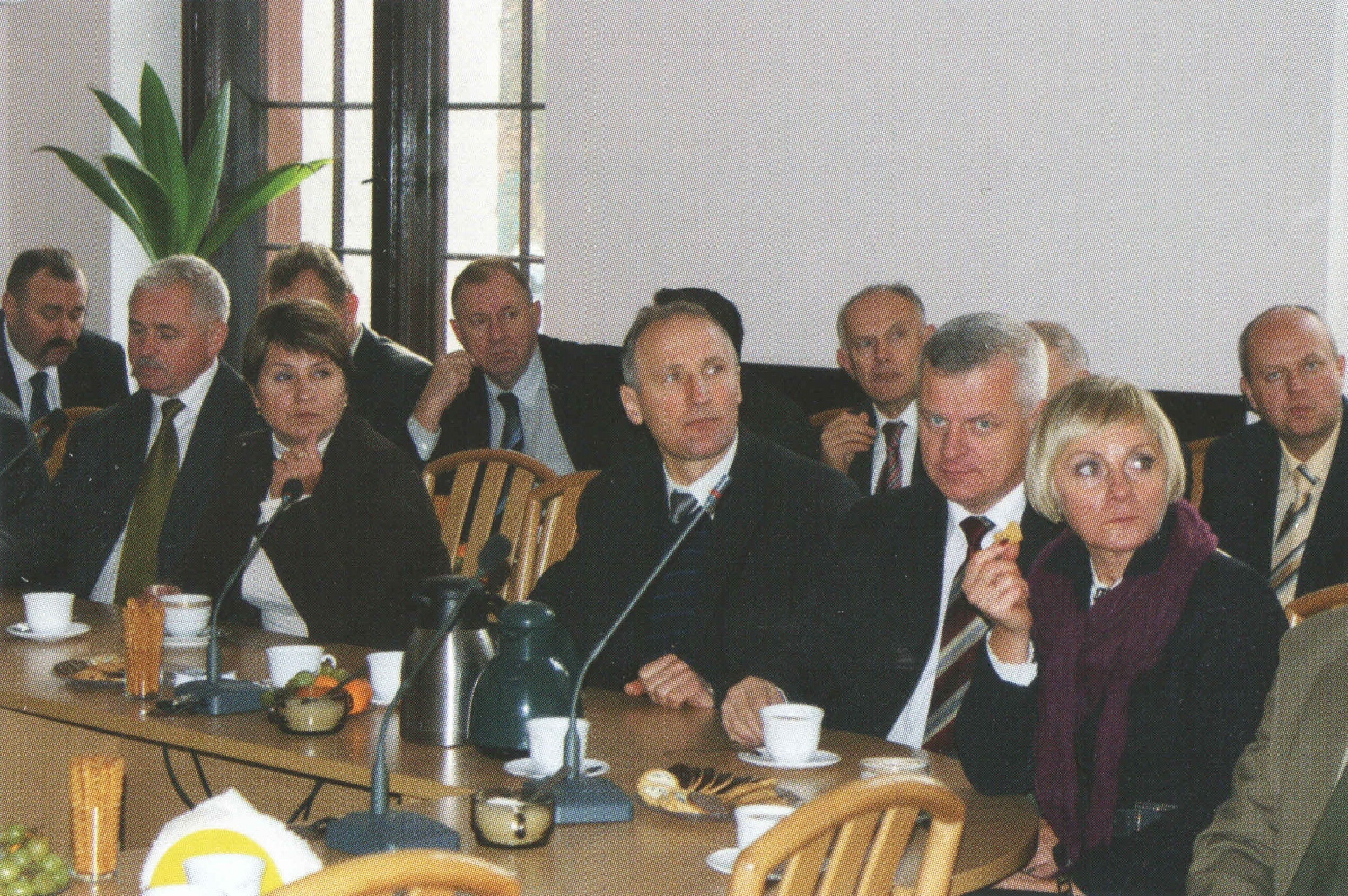
Rada Miejska w Miastku V kadencji, (fot. Andrzej Gurba, Daniel Radziszewski, Konrad Remelski)

### V kadencja 2006 - 2010
- Przewodniczący: Dariusz Zabrocki
- Wiceprzewodniczący: Piotr Binczyk

#### Skład według okręgów wyborczych (21 radnych)[5]
- Okręg 1: Mirosława Szopa, Jan Ponulak, Teofil Dorawa, Tomasz Borowski,

Dariusz Zabrocki, Maria Grobelna, Ewa Stankowska
- Okręg 2: Tadeusz Król, Zygfryd Filipiak, Jolanta Chmielewska, Andrzej Kopeć,

Ryszard Mieczkowski, Paweł Biernacki
- Okręg 3: Piotr Binczyk, Henryk Śledź, Wiesław Kosno, Jerzy Muchowski, Mirosław Kwaśniewski,

Władysław Andrusieczko, Tomasz Weber (2006 - 2008), Tomasz Sztobnicki (2008 - 2010), 

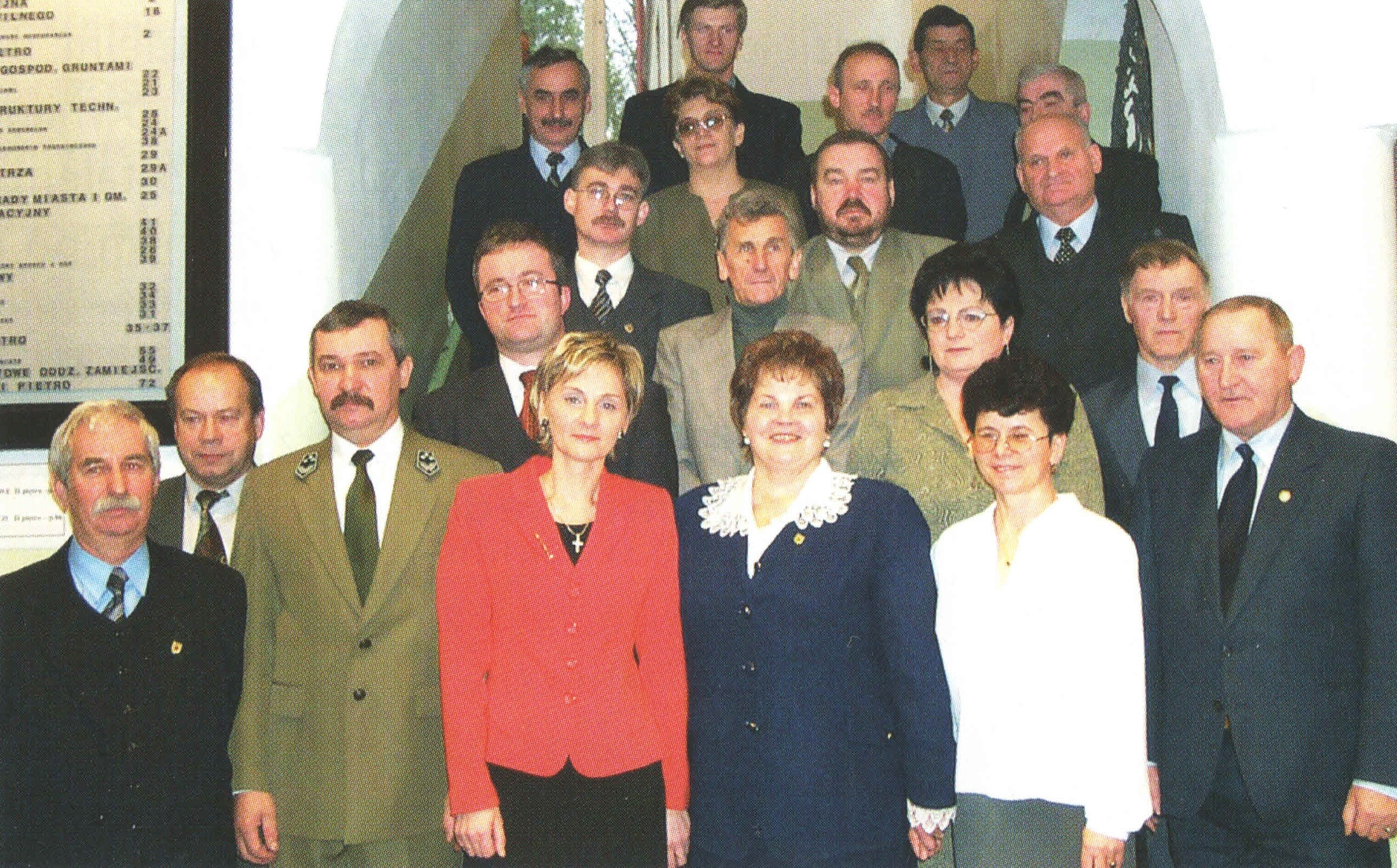
Rada Miejska w Miastku IV kadencji, (fot. Andrzej Gurba, Daniel Radziszewski, Konrad Remelski)

Bogdan Witkowski, Zdzisław Bartczak

### IV kadencja 2002 - 2006
- Przewodniczący: Ryszard Mieczkowski
- Wiceprzewodnicząca: Ewa Stankowska
- Wiceprzewodniczący: Józef Kobiec

#### Skład według okręgów wyborczych (21 radnych)[6]
- Okręg 1: Ewa Stankowska, Zygmunt Nowacki, Maria Grobelna, Józef Kobiec,

Dariusz Zabrocki, Marian Roszczak, Paweł Biernacki
- Okręg 2: Zygfryd Filipiak, Grzegorz Jończyk, Ryszard Mieczkowski, Zbigniew Batko,

Jadwiga Wysocka-Małyk, Jolanta Chmielewska
- Okręg 3: Leszek Sztobnicki,Leszek Kłos, Bogdan Witkowski, Elżbieta Sugak,

Hubert Ciemiński, Mirosław Kwaśniewski, Jerzy Muchowski, Jan Dembczyński

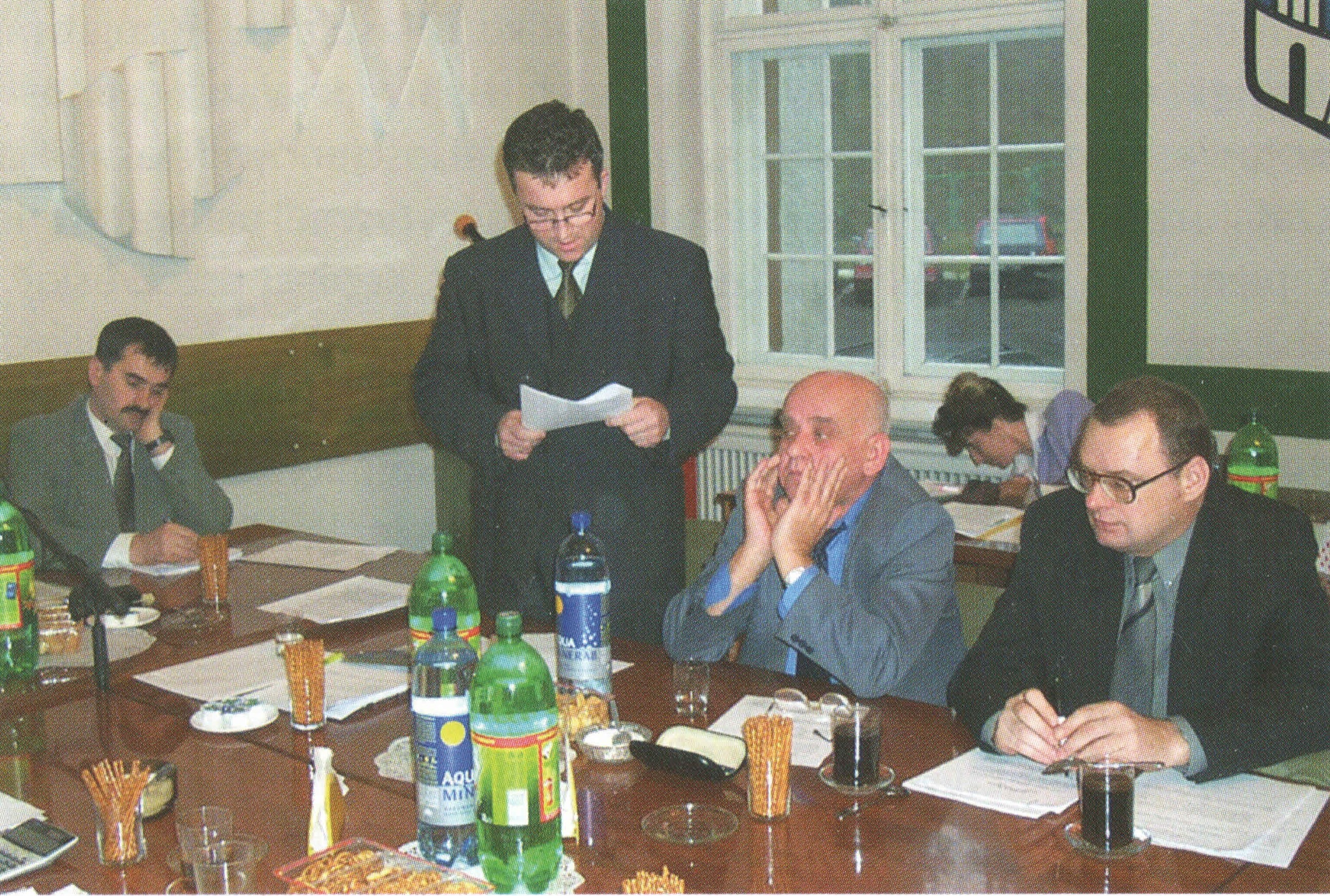
Rada Miasta i Gminy Miastko w czasie obrad, (fot. Andrzej Gurba, Daniel Radziszewski, Konrad Remelski)

### III kadencja 1998 - 2002
- Przewodniczący: Zbigniew Batko

#### Skład według okręgów wyborczych (28 radnych)[7]
- Okręg 1: Jan Ponulak, Ewa Stankowska, Stanisław Butrym, Dariusz Zabrocki, Roman Ramion
- Okręg 2: Zygfryd Filipiak, Zygmunt Nowacki, Aleksander Grundo, Stanisław Śledź,

Eugeniusz Wolski, Maria Grobelna
- Okręg 3: Edward Czomko, Grzegorz Jończyk, Henryk Wegner, Jadwiga Wysocka-Małyk,

Zbigniew Batko, Leszek Kłos (1998 - 2001), Ryszard Półczyński (2001 - 2002), Witold Konkołowicz 
- Okręg 4: Jerzy Stasiewicz, Tadeusz Freza, Ewald Zdrojewski, Henryk Wegner,

Jerzy Matyjasek (1998 - 1999), Wiesław Kosno (1999 - 2002)
- Okręg 5: Ryszard Dul, Danuta Helman, Jerzy Muchowski, Mirosław Kwaśniewski, Dorota Tomczak

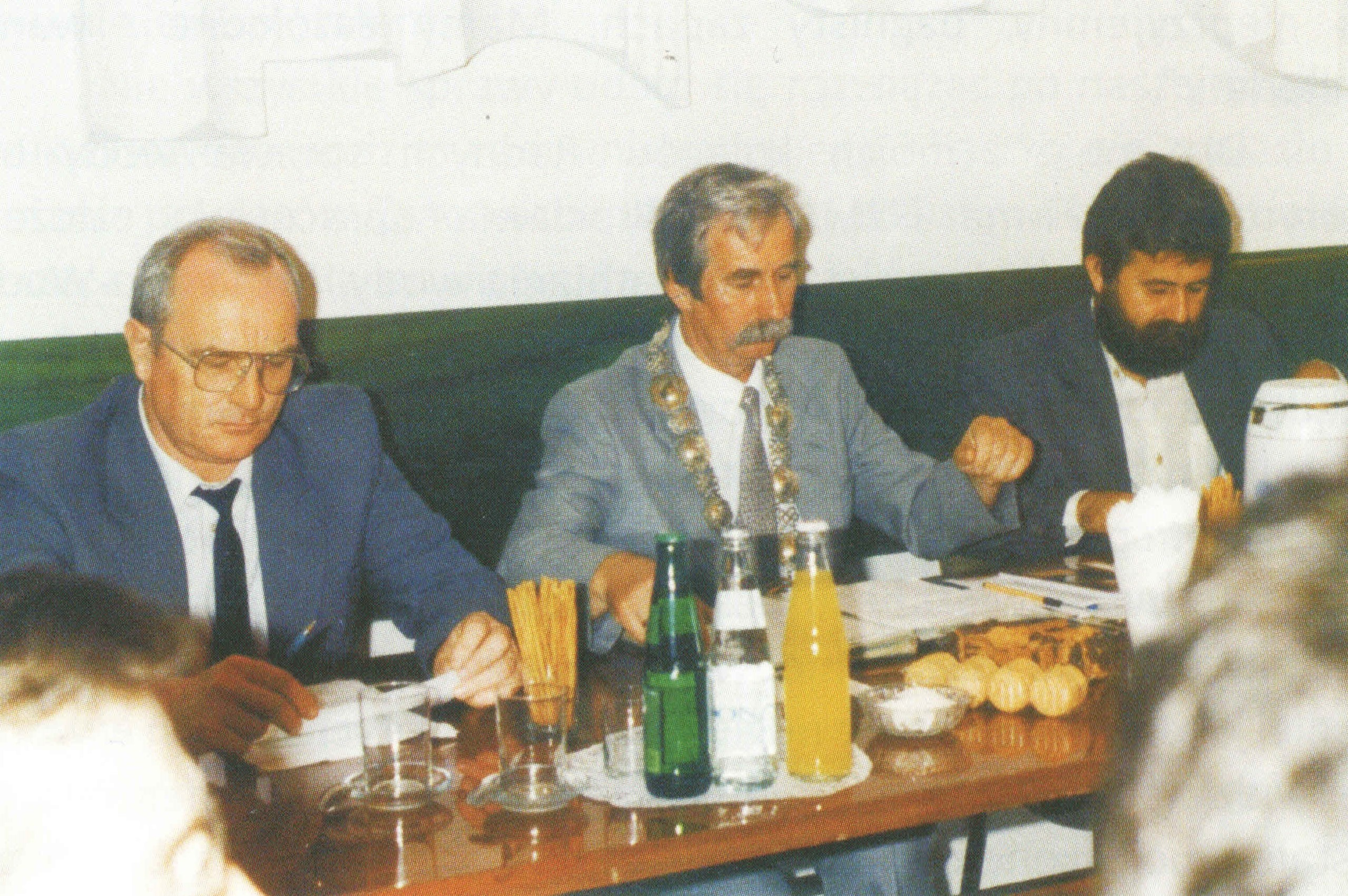
Na zdjęciu od lewej Lech Domina - wiceprzewodniczący Rady, Zbigniew Batko - przewodniczący Rady oraz Henryk Wegner - wiceprzewodniczący Rady. (fot. Andrzej Gurba, Daniel Radziszewski, Konrad Remelski)

### II kadencja 1994 - 1998
- Przewodniczący: Zbigniew Batko
- Wiceprzewodniczący: Lech Domina
- Wiceprzewodniczący: Henryk Wegner

#### Skład według okręgów wyborczych (28 radnych)[8]
- Okręg 1: Stanisław Butrym
- Okręg 2: Edward Wysocki
- Okręg 3: Andrzej Gurba
- Okręg 4: Dariusz Warda
- Okręg 5: Dariusz Zabrocki
- Okręg 6: Mirosław Batruch
- Okręg 7: Maria Grobelna
- Okręg 8: Adela Krzyżanowska
- Okręg 9: Mieczysław Siwicki
- Okręg 10: Lucyna Kocel
- Okręg 11: Stanisław Śledź
- Okręg 12: Lech Domina
- Okręg 13: Tadeusz Domżalski
- Okręg 14: Władysław Norek
- Okręg 15: Mirosław Hapka
- Okręg 16: Lech Warsiński
- Okręg 17: Henryk Wegner
- Okręg 18: Zbigniew Batko
- Okręg 19: Kazimierz Rynkowski
- Okręg 20: Kazimierz Śliwiński
- Okręg 21: Ryszard Dul
- Okręg 22: Jerzy Muchowski
- Okręg 23: Halina Krzemińska
- Okręg 24: Mirosław Ryckiewicz
- Okręg 25: Jerzy Matyjasek
- Okręg 26: Jerzy Stasiewicz
- Okręg 27: Henryk Wegner
- Okręg 28: Janusz Kapischke

### I kadencja 1990 - 1994
- Przewodniczący: Rajmund Rutkowski
- Wiceprzewodniczący: Jan Wadas
- Wiceprzewodniczący: Wiesław Rembieliński

#### Skład (28 radnych)
- Mirosław Batruch
- Michał Bocyk
- Stanisław Butrym
- Tadeusz Domżalski
- Mikołaj Gliwa
- Mieczysław Grymbowski
- Mirosław Hapka
- Janusz Kapischke
- Józef Kobiec
- Witold Konkołowicz
- Kazimierz Kowalski
- Franciszek Kuś
- Adela Krzyżanowska
- Andrzej Lica
- Roman Lichowid
- Anna Gelissen
- Krzysztof Romanowski
- Eugeniusz Rudnik
- Rajmund Rutkowski
- Tomasz Śledź
- Jan Wadas
- Henryk Wegner
- Edward Wysocki
- Wiesław Rembieliński (1990 - 1992)
- Tadeusz Wysocki
- Mieczysław Kunicki (1990 - 1992)

## Radni wielu kadencji
Lista radnych Rady Miejskiej w Miastku z najdłuższym stażem:
1. Maria Grobelna (5 kadencji) - II kadencja 1994 - 1998, III kadencja 1998 - 2002, IV kadencja 2002 - 2006, V kadencja 2006 - 2010, VI kadencja 2010 - 2014
2. Dariusz Zabrocki (5 kadencji) - II kadencja 1994 - 1998, III kadencja 1998 - 2002, IV kadencja 2002 - 2006, V kadencja 2006 - 2010, VIII kadencja 2018 - 2024
3. Mirosław Kwaśniewski (5 kadencji) - III kadencja 1998 - 2002, IV kadencja 2002 - 2006, V kadencja 2006 - 2010, VIII kadencja 2018 - 2024, IX kadencja 2024 - 2029
4. Tomasz Borowski (5 kadencji) - V kadencja 2006-2010, VI kadencja 2010 - 2014, VII kadencja 2014 - 2018, VIII kadencja 2018 - 2024, IX kadencja 2024 - 2029
5. Jerzy Muchowski (5 kadencji) - II kadencja 1994 - 1998, III kadencja 1998 - 2002, IV kadencja 2002 - 2006, V kadencja 2006 - 2010, VI kadencja 2010 - 2014
6. Jolanta Chmielewska (4 kadencje) - IV kadencja 2002 - 2006, V kadencja 2006 - 2010, VI kadencja 2010 - 2014, VII kadencja 2014 - 2018
7. Zygfryd Filipiak (4 kadencje) - III kadencja 1998 - 2002, IV kadencja 2002 - 2006, V kadencja 2006 - 2010, VI kadencja 2010 - 2014
8. Jan Basara (4 kadencje) - VI kadencja 2010 - 2014, VII kadencja 2014 - 2018, VIII kadencja 2018 - 2024, IX kadencja 2024 - 2029
9. Józef Kobiec (3 kadencje) - I kadencja 1990 - 1994, IV kadencja 2002 - 2006, VI kadencja 2010 - 2014
10. Ryszard Mieczkowski (3 kadencje) - IV kadencja 2002 - 2006, V kadencja 2006 - 2010, VI kadencja 2010 - 2014
11. Paweł Biernacki (3 kadencje) - IV kadencja 2002 - 2006, V kadencja 2006 - 2010, VI kadencja 2010 - 2014
12. Bogdan Witkowski (3 kadencje) - IV kadencja 2002 - 2006, V kadencja 2006 - 2010, VI kadencja 2010 - 2014
13. Wiesław Kosno (3 kadencje) - III kadencja 1998 - 2002, V kadencja 2006 - 2010, VI kadencja 2010 - 2014
14. Mirosława Szopa (3 kadencje) - V kadencja 2006-2010, VIII kadencja 2018 - 2024, IX kadencja 2024 - 2029
15. Piotr Milda (3 kadencje) - VI kadencja 2010 - 2014, VII kadencja 2014 - 2018, IX kadencja 2024 - 2029
16. Ewa Stankowska (3 kadencje) - III kadencja 1998 - 2002, IV kadencja 2002 - 2006, V kadencja 2006 - 2010
17. Zbigniew Batko (3 kadencje) - II kadencja 1994 - 1998, III kadencja 1998 - 2002, IV kadencja 2002 - 2006